# Johann Heinrich Wachenfeld
Johann Heinrich Wachenfeld (* 5. März 1694 in Wolfhagen; † 15. Februar 1725 in Durlach) war ein deutscher Porzellanmaler, Fayence- und Porzellanfabrikant.

## Leben
Wachenfeld erlernte sein Handwerk vermutlich in Kassel. Er ging nach Ansbach, wo er im Jahr 1716 urkundlich erwähnt wird. 1719 wanderte er nach Straßburg, wo er am 21. Oktober versuchte eine eigene Fayencemanufaktur zu eröffnen. Mit diesem Unternehmen war ihm allerdings, trotz der Förderung durch die dortigen Behörden, kein Erfolg beschieden, da er Probleme mit dem Brand der Fayencen hatte, was teilweise an der Fehlkonstruktion des Schornsteins seines Brennofens lag. Aus diesem Grund schloss er sich am 18. August 1721 mit dem aus Maastricht stammenden Pfeifenfabrikanten Karl-Franz Hannong zusammen, womit die spätere Fayencemanufaktur Compagnie Strasbourg-Haguenau begründet wurde. Hannong besaß seit 1715 ein Anwesen in der Stampfgasse, in dem er einen Brennofen betrieb, um seine Tabakspfeifen herzustellen. Hier war der Sitz der neuen Fabrik und Hannongs Geschäftssinn ließ das Unternehmen so weit florieren, dass der Wert des Inventars 1722, als Wachenfeld und Hannong ihre Geschäftsbeziehung lösten, auf 500 Pfund geschätzt wurde. Wachenfeld hatte sein gesamtes Inventar und die bisher von ihm gefertigten Waren in das Geschäft, was einem Wert von etwa 200 Pfund entsprach. Einen Teil der Erden hatte die Manufaktur aus der Markgrafschaft Baden-Baden bezogen.
Wachenfeld zog nach der gütlichen Trennung weiter nach Baden-Durlach, wo er mit zwei Gesellschaftern, dem Hofgoldschmied Johann Ernst Croll (1684–1755) und dem Händler Ernst Friedrich Fein (1679–1741), am 19. Januar 1723 um die Markgräfliche Genehmigung für die Errichtung einer Manufaktur für Tabakspfeifen und Porzellan ersuchte. Obwohl die Genehmigung erteilt und der Kaufvertrag über 1000 Gulden für den Bauhof-Platz in Durlach am 3. März 1723 geschlossen wurde, waren Croll und Fein im Februar 1723 wieder aus der Unternehmung ausgestiegen, wodurch Wachenfeld die Arbeit allein aufnehmen musste. Ihm wurde zugleich ein ausschließliches Fabrikationsprivileg bewilligt. Doch die Einrichtung der Fabrik gestaltete sich schwierig. Wachenfeld plante vor Ort eine Glasurmühle zu bauen, was am Einspruch der Durlacher Müller, Gerber und anderer Handwerker scheiterte. Nachdem er die Fabrikation trotz bautechnischer Schwierigkeiten im kommenden Jahr in Gang gebracht hatte, verstarb er im Februar 1726. Seine Witwe versuchte das verschuldete Unternehmen mit Hilfe einiger Arbeiter fortzusetzen. Sie heiratete im Jahr 1728 den Porzellanmacher Johann Ludwig Wagner, der den Betrieb leitete. Doch der Verkauf der Waren deckte kaum die Kosten für Holz, Material und die Schuldzinsen. Daher wandte sich Wagner an Balthasar Hannong und dessen Schwager Joseph Vincent in Hagenau und bot ihnen die Fabrik zum Kauf an.

## Familie
Wachenfeld war zweimal verheiratet, seine erste Frau hatte er bereits in sehr jungem Alter in Ansbach geheiratet, die zweite in Durlach.
- 1716 Heirat mit Margaretha Schmid († um 1718/1719), Tochter eines Ansbacher Wirts
  - Carl Wilhelm Friedrich Wachenfeld (getauft am 30. April 1717) erhielt eine Patenschaft durch Karl Wilhelm Friedrich, den Erbprinzen von Brandenburg-Ansbach.[3]
- um 1723 Heirat mit Anna Maria, die 1728 eine zweite Ehe mit Johann Ludwig Wagner einging